# Kornica
Kornica is een plaats in het Poolse district  Konecki, woiwodschap Święty Krzyż. De plaats maakt deel uit van de gemeente Końskie en telt 460 inwoners.

## Verkeer en vervoer
- Station Kornica